# 남 프릭
남 프릭(태국어: น้ำพริก→고추 소스)은 고추(치파고추 및 새눈고추)를 넣어 만드는 태국의 소스 또는 딥이다. 전통적으로 막자사발에 고추, 마늘, 셜롯, 라임 즙, 어장 등을 넣고 빻아서 만든다.

## 이름
태국어 "남(น้ำ)"은 "물, 소스, 딥"을, "프릭(พริก)"은 "고추"를 뜻한다. "남 프릭"은 "고추 소스, 페이스트, 딥"이라는 뜻이다.

## 종류
- 남 프릭 까삐(น้ำพริกกะปิ) – 태국식 새우장인 까삐를 넣어 만든다.
- 남 프릭 나록(น้ำพริกนรก) – "지옥 남프릭"이라는 뜻으로, 아주 맵다.
- 남 프릭 눔 (น้ำพริกหนุ่ม) – 풋고추를 넣어 만든다.
- 남 프릭 롱 르아(น้ำพริกลงเรือ) – "배 타기 남프릭"이라는 뜻으로, 쭐랄롱꼰 왕이 배를 타고 이동할 때 먹었다.
- 남 프릭 쁠라 라(น้ำพริกปลาร้า) – 태국식 어장의 일종인 쁠라 라를 넣어 만든다.
- 남 프릭 쁠라 살랏 뽄(น้ำพริกปลาสลาดป่น) – 말린 인도칼고기를 갈아 넣어 만든다.
- 남 프릭 쁠라 양(น้ำพริกปลาย่าง) – 구운 생선을 넣어 만든다.
- 남 프릭 쁠라 찌(น้ำพริกปลาจี่) – 지진 생선을 넣어 만든다.
- 남 프릭 옹(น้ำพริกอ่อง) – 다진 돼지고기를 넣어 만든다.
- 남 프릭 카(น้ำพริกข่า) – 큰고량강을 넣어 만든다.
- 남 프릭 파오(น้ำพริกเผา) – 건고추를 볶아 넣어 만든다.

## 사진 갤러리

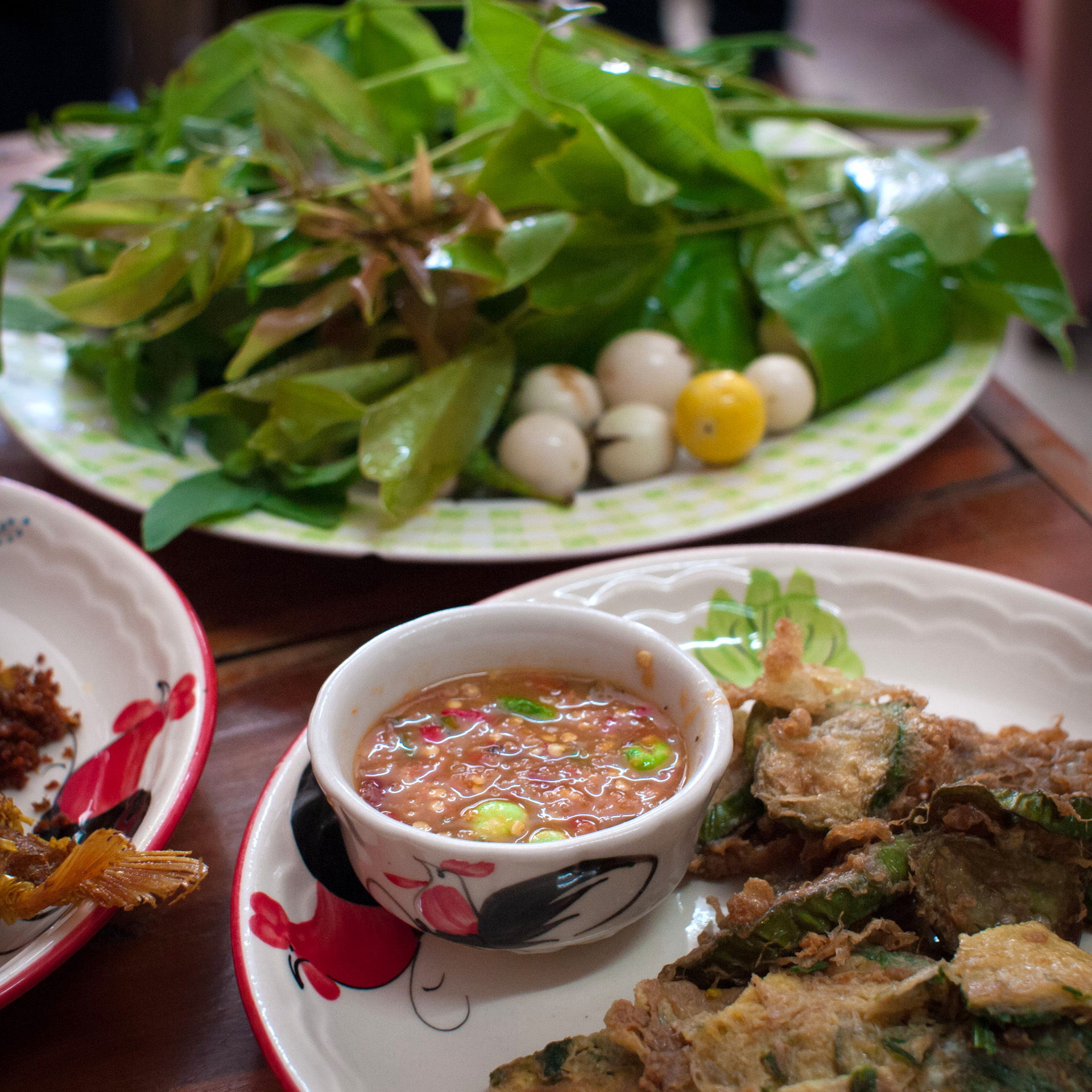
남 프릭 까삐
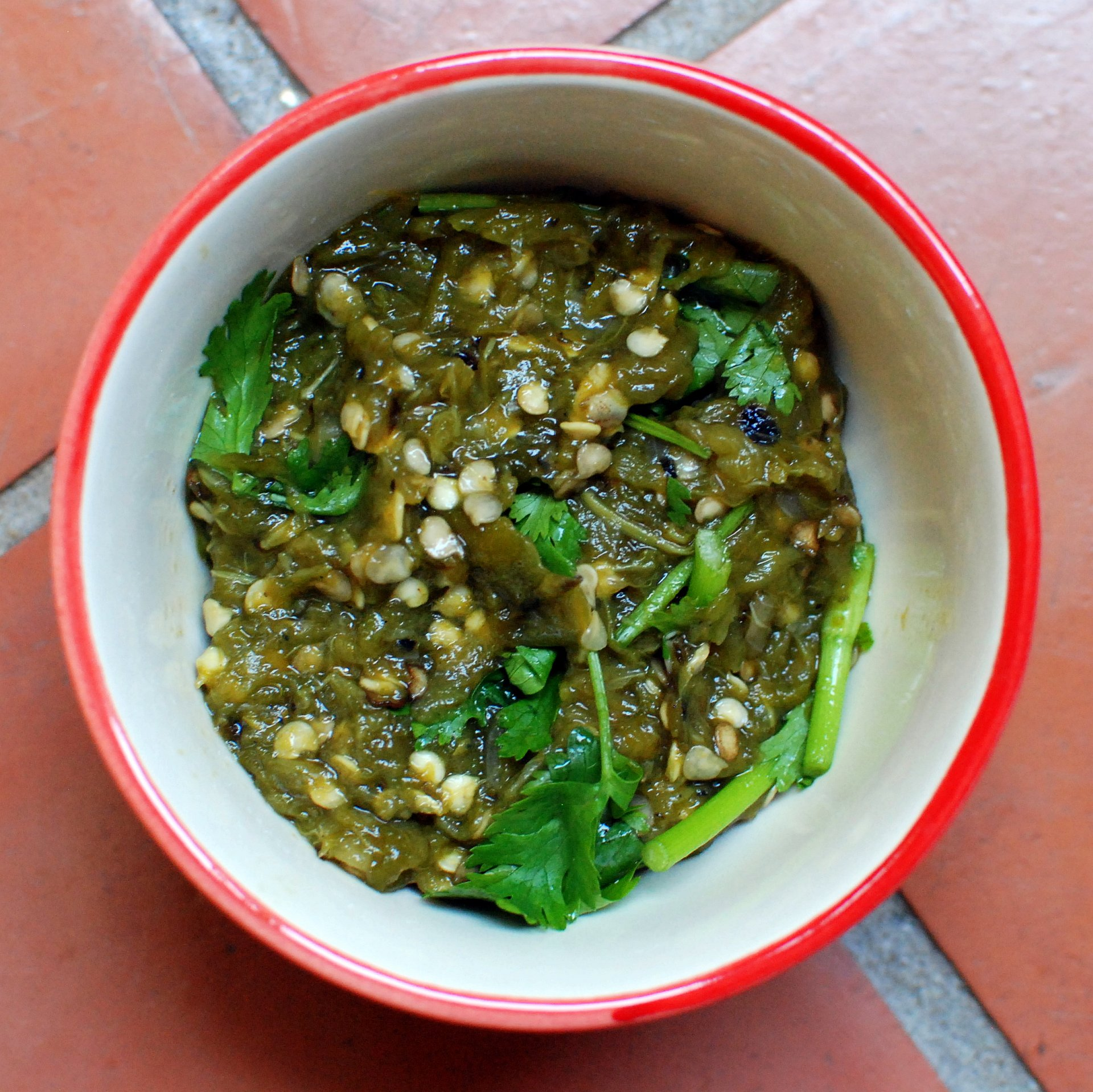
남 프릭 눔
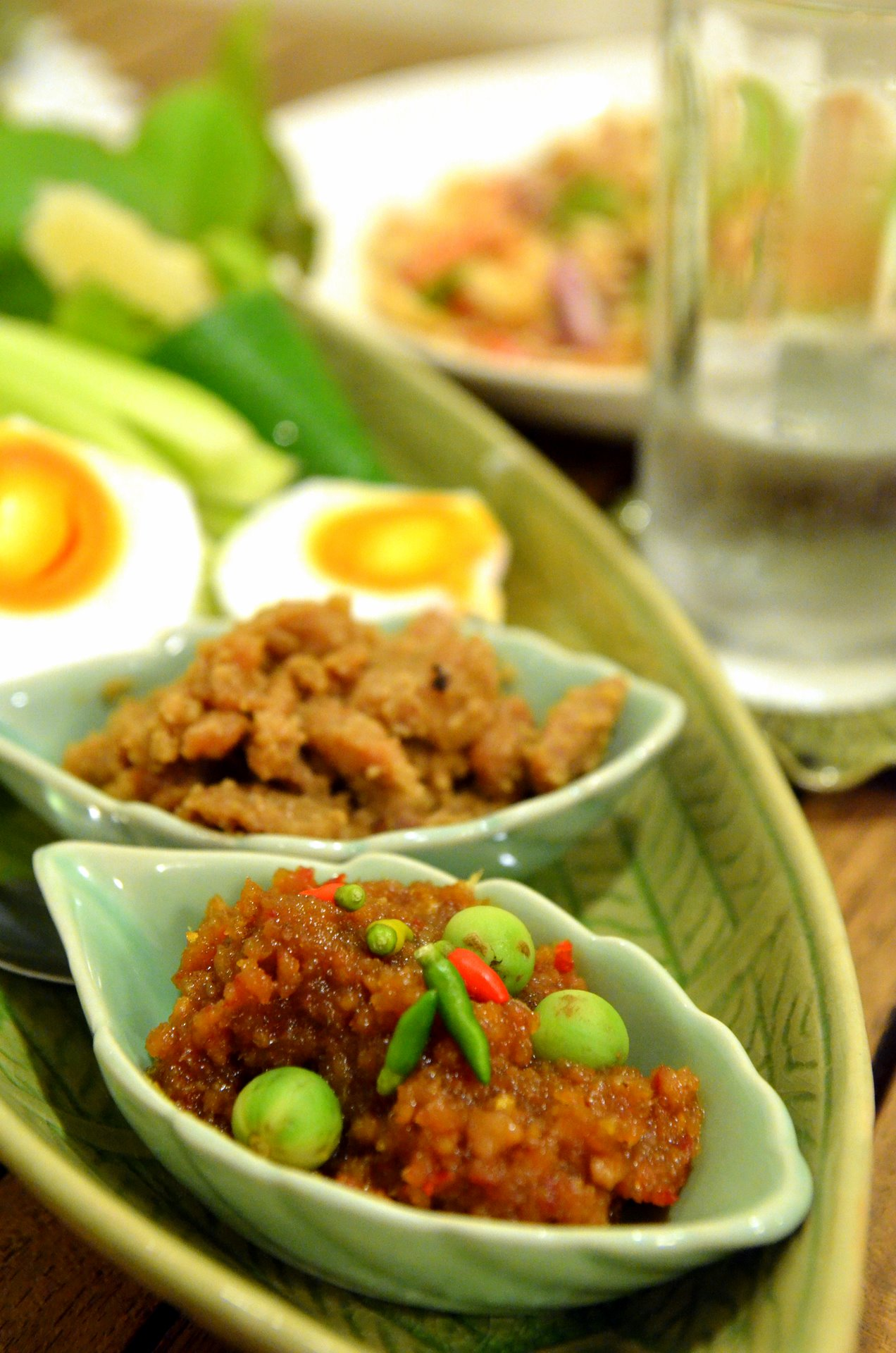
남 프릭 롱 르아
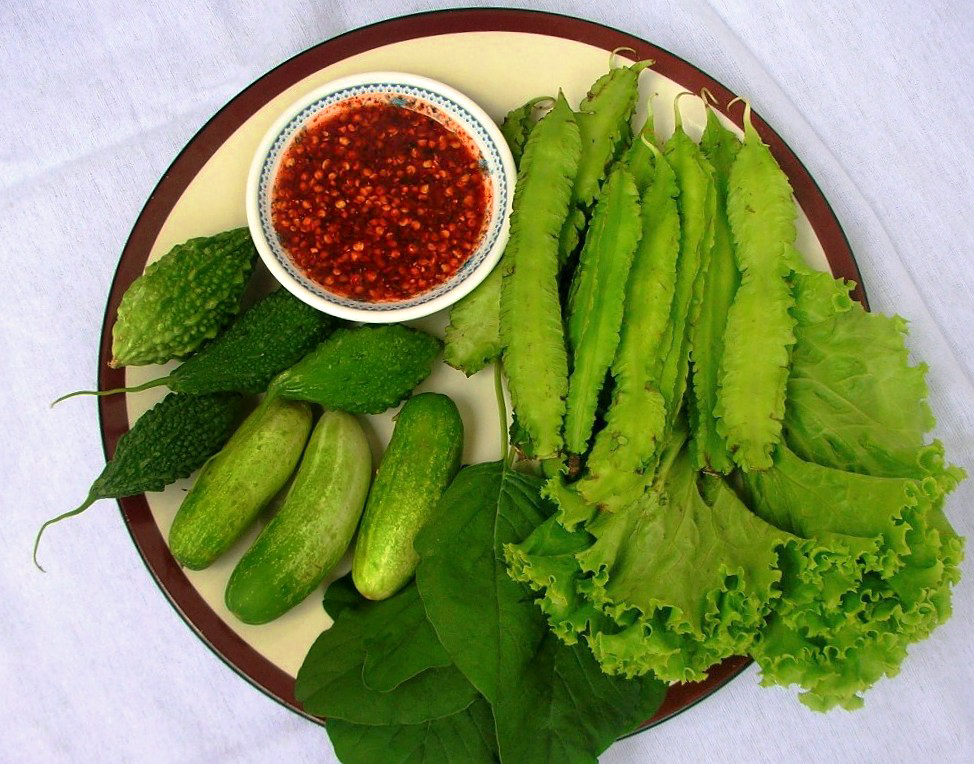
남 프릭 쁠라 살랏 뽄
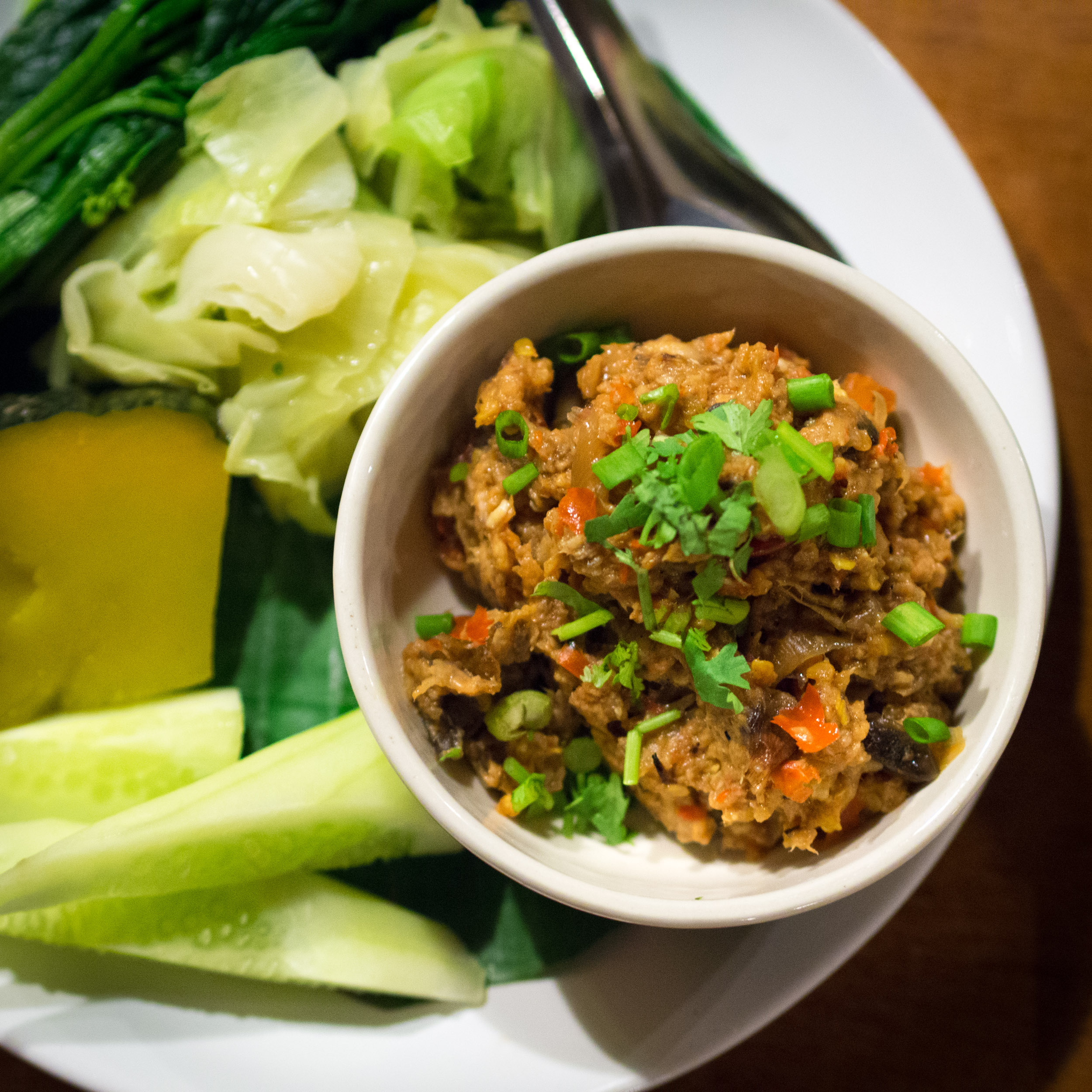
남 프릭 쁠라 찌
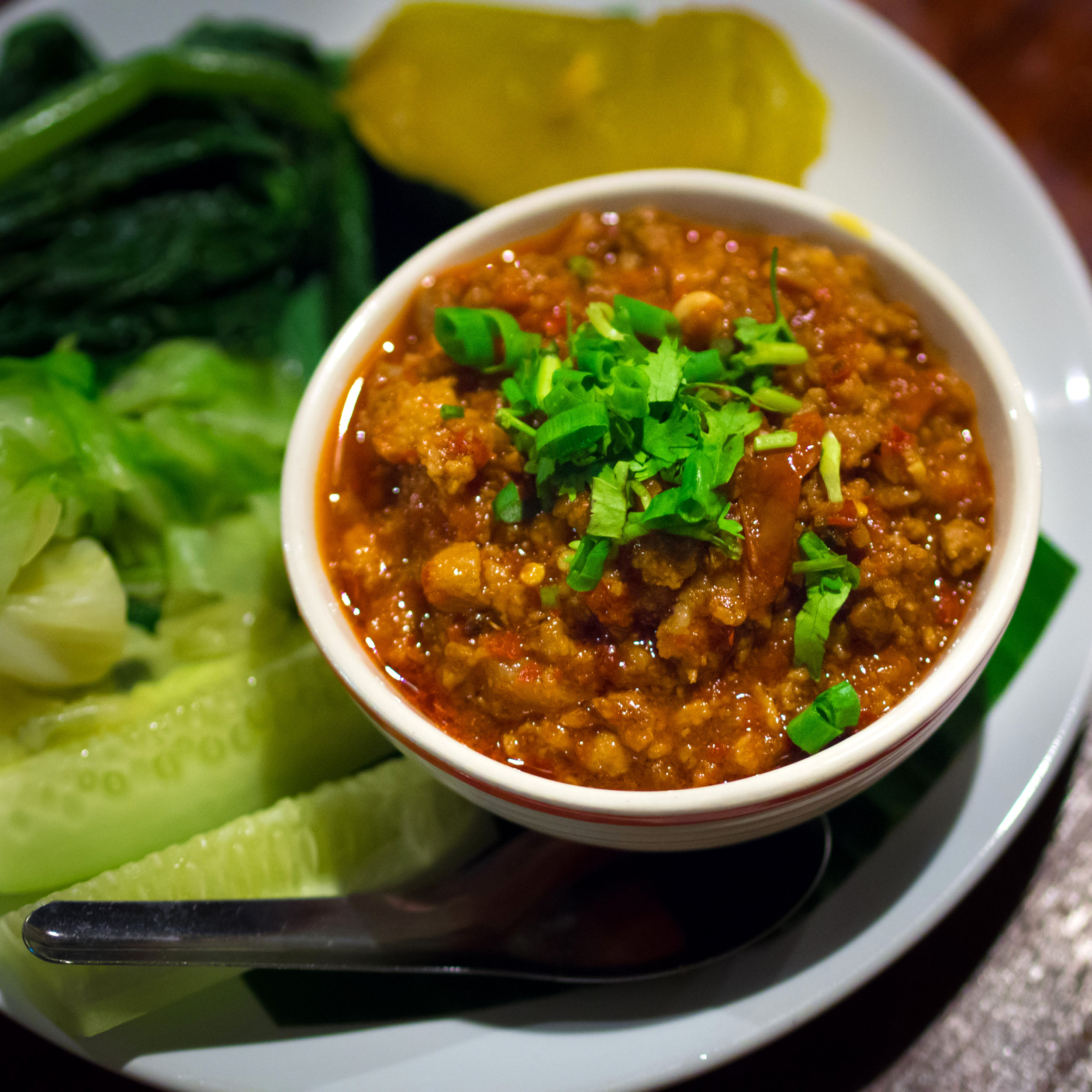
남 프릭 옹
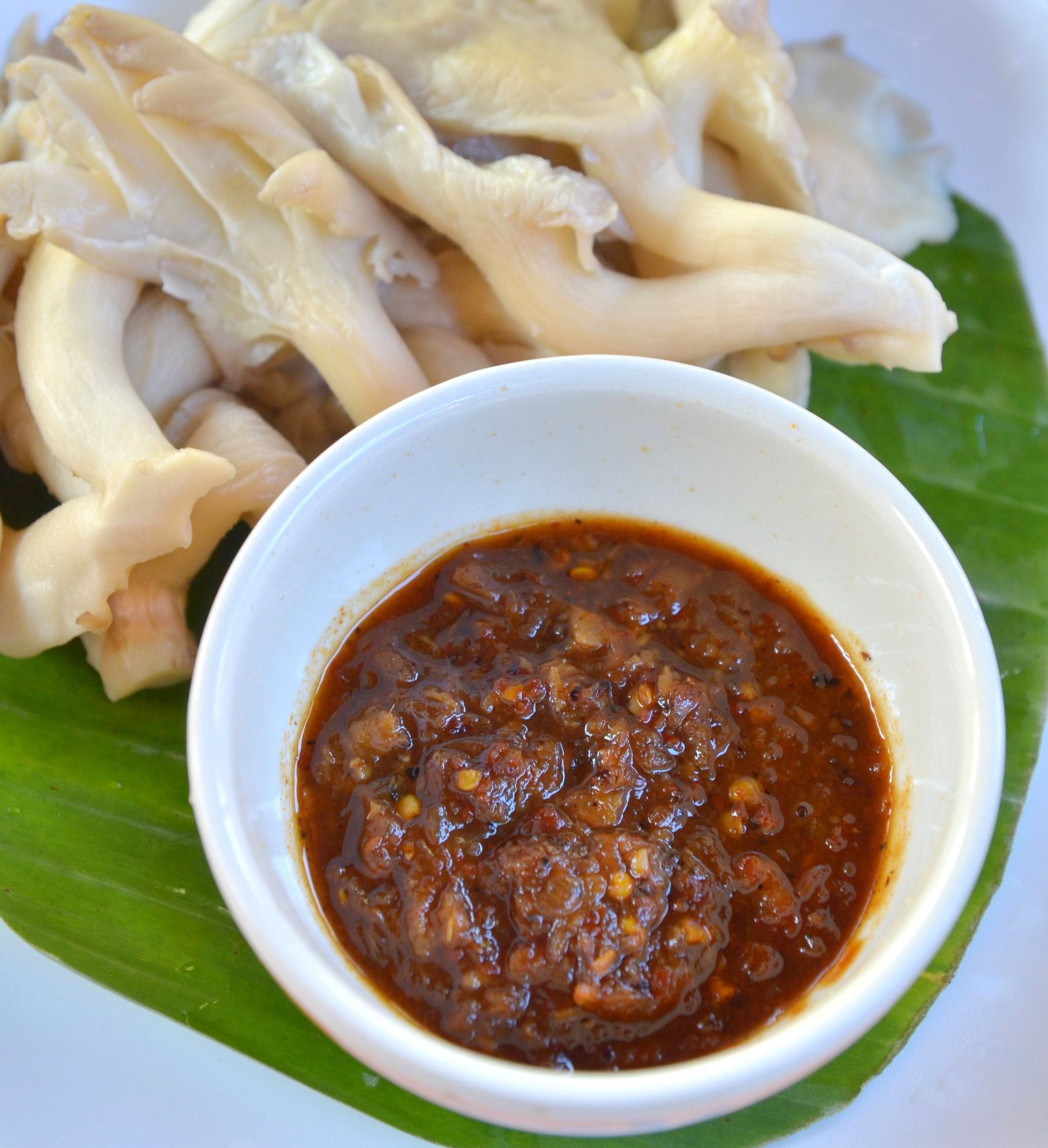
남 프릭 카
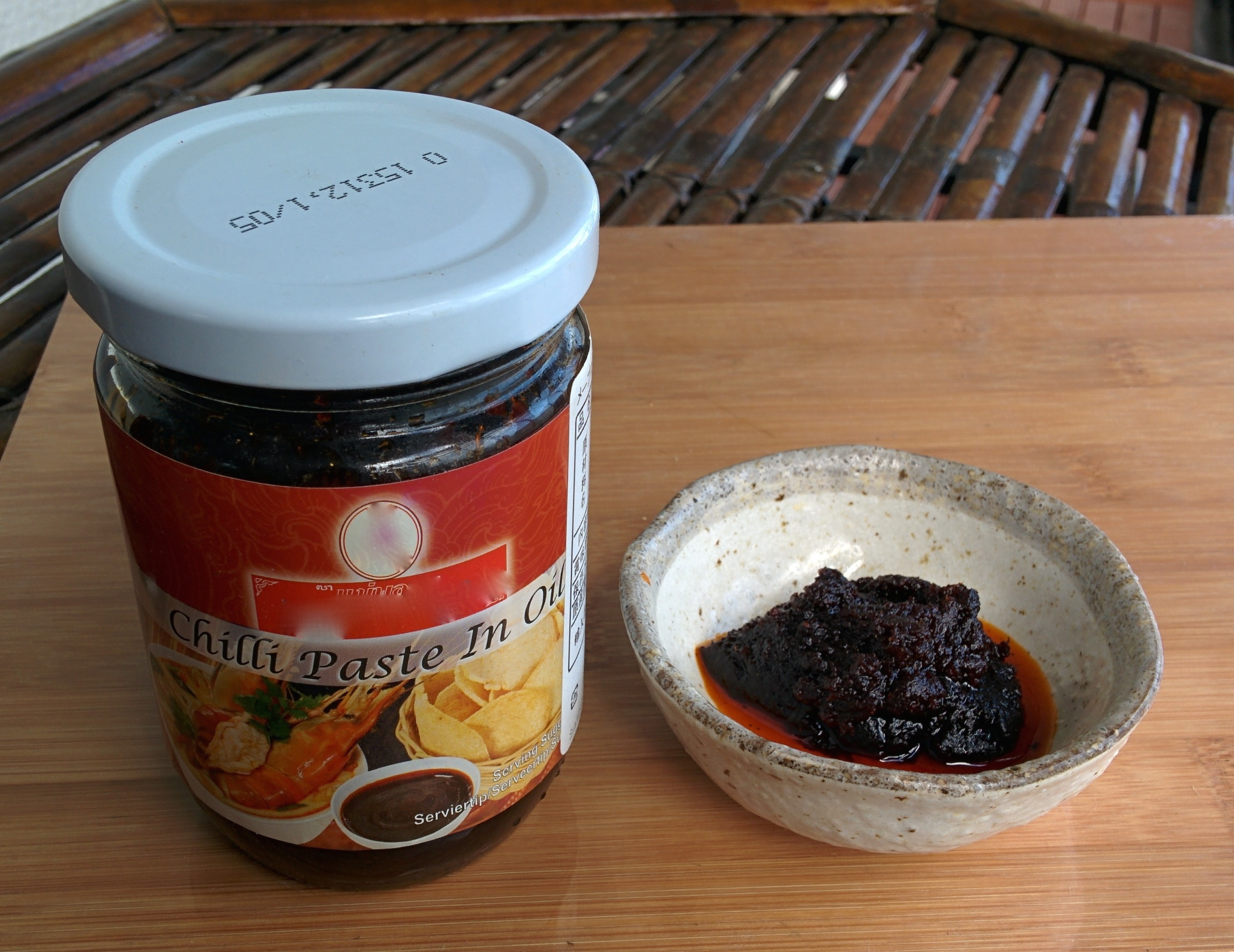
남 프릭 파오

## 같이 보기
- 고추장
- 삼발
- 째우
- 핫소스